# Scalian
 (décembre 2023).
La mise en forme du texte ne suit pas les recommandations de Wikipédia : il faut le « wikifier ».
Les points d'amélioration suivants sont les cas les plus fréquents. Le détail des points à revoir est peut-être précisé sur la page de discussion.
- Les titres sont pré-formatés par le logiciel. Ils ne sont ni en capitales, ni en gras.
- Le texte ne doit pas être écrit en capitales (les noms de famille non plus), ni en gras, ni en italique, ni en « petit »…
- Le gras n'est utilisé que pour surligner le titre de l'article dans l'introduction, une seule fois.
- L'italique est rarement utilisé : mots en langue étrangère, titres d'œuvres, noms de bateaux, etc.
- Les citations ne sont pas en italique mais en corps de texte normal. Elles sont entourées par des guillemets français : « et ».
- Les listes à puces sont à éviter, des paragraphes rédigés étant largement préférés. Les tableaux sont à réserver à la présentation de données structurées (résultats, etc.).
- Les appels de note de bas de page (petits chiffres en exposant, introduits par l'outil «  Source ») sont à placer entre la fin de phrase et le point final[comme ça].
- Les liens internes (vers d'autres articles de Wikipédia) sont à choisir avec parcimonie. Créez des liens vers des articles approfondissant le sujet. Les termes génériques sans rapport avec le sujet sont à éviter, ainsi que les répétitions de liens vers un même terme.
- Les liens externes sont à placer uniquement dans une section « Liens externes », à la fin de l'article. Ces liens sont à choisir avec parcimonie suivant les règles définies. Si un lien sert de source à l'article, son insertion dans le texte est à faire par les notes de bas de page.
- La présentation des références doit suivre les conventions bibliographiques. Il est recommandé d'utiliser les modèles {{Ouvrage}}, {{Chapitre}}, {{Article}}, {{Lien web}} et/ou {{Bibliographie}}. Le mode d'édition visuel peut mettre en forme automatiquement les références.
- Insérer une infobox (cadre d'informations à droite) n'est pas obligatoire pour parachever la mise en page.

Pour une aide détaillée, merci de consulter Aide:Wikification.
Si vous pensez que ces points ont été résolus, vous pouvez retirer ce bandeau et améliorer la mise en forme d'un autre article.
 (décembre 2023).
Scalian (appelé Eurogiciel jusqu’en 2017) est une ESN (Entreprise de Services du Numérique) française créé en 1989. Dirigée par Yvan Chabanne depuis 2015, Scalian se spécialise dans les systèmes numériques, la data, la performance opérationnelle, l’ingénierie et le conseil en management.
En 2025, le groupe compte 5800 personnes réparties dans 12 pays, et a réalisé un chiffre d’affaires de 530 millions d’euros.

## Histoire

### 2011 - 2017: diversification
En 2011, la société Evosys, concepteur de logiciels de contrôle de trafic aérien (créée par Thales) rejoint Eurogiciel.
En 2016, le groupe fait l’acquisition de la société Alyotech, spécialiste en systèmes d’information et systèmes critiques.

### 2017: le Groupe s'étend et se renomme Scalian
À la suite du départ du fondateur historique Daniel Benchimol, Yvan Chabanne prend les commandes du groupe en tant que PDG, placé depuis 2015 à ce poste par le fonds Edmond de Rothschild Investment Partners.
Début 2017, Eurogiciel devient Scalian.
La même année, Scalian intègre CMT+, société toulousaine spécialisée dans les domaines du Contrôle de Gestion et des Achats.
La même année, un nouvel actionnaire majoritaire entre au capital du groupe : ANDERA Partners (ex-Edmond de Rothschild Investment Partners).

### Depuis 2020: développement international
En 2020, Scalian intègre la société espagnole Indizen et la société allemande Tagueri, et étend son activité en Europe.
En 2022, Scalian fait l'acquisition de 3 sociétés françaises : HR Team, OneFirst, et Noveane, afin d'intégrer de nouveaux secteurs d'activité.
En 2023, le groupe acquiert la société suisse YUCCA IT Solutions, qui lui permet de pénétrer le secteur agroalimentaire.
La même année, Scalian obtient la certification « Great Place to Work » et décroche le label « Best Workplaces France 2023 » en se hissant, cette fois, au top 5 du classement des entreprises de plus de 2500 salariés. Cette même année, le groupe est également reconnu « Best Workplaces for Women » par cette organisation.
En juillet 2023, le groupe annonce l’arrivée de Wendel, nouvel actionnaire majoritaire au capital de Scalian, valorisé à 965 millions d’euros.
En juin 2024, Scalian intègre la société canadienne Mannarino Systems & Software Inc, spécialisée dans l’avionique électrique et les drones.
En 2025, le groupe acquiert la société française Skills & Affinity, spécialisée en IT, en cybersécurité et en transformation digitale.

## Métiers et activités
Scalian organise ses activités autour de 3 grands métiers :
- La performance des opérations : la performance de l’entreprise, des projets, industrielle, de la supply chain et des achats, la performance environnementale qui renvoie notamment à l’accompagnement des organisations dans leur démarche RSE.
- Les systèmes digitaux : systèmes digitaux complexes, embarqués ou critiques et les systèmes d’information.
- La stratégie et la transformation : business et modèles opérationnels, alignement stratégique, sécurisation de la chaîne de valeur de la transformation, et l’accompagnement opérationnel